# Saint-Denis-sur-Huisne
Saint-Denis-sur-Huisne település Franciaországban, Orne megyében. Lakosainak száma 60 fő (2022. január 1.). Saint-Denis-sur-Huisne Saint-Langis-lès-Mortagne, Parfondeval, Le Pin-la-Garenne, Réveillon és Saint-Jouin-de-Blavou községekkel határos.

## Népesség
A település népessége az elmúlt években az alábbi módon változott:
| Lakosok száma | 55   | 53   | 57   | 56   | 57   | 59   | 59   | 59   | 60   |
|               | 2013 | 2015 | 2016 | 2017 | 2018 | 2019 | 2020 | 2021 | 2022 |